# The Truant Soul
The Truant Soul è un film muto del 1916 diretto da Harry Beaumont.

## Trama
Il dottor John Lancaster vive nel terrore che un vecchio segreto di famiglia venga alla luce. Comincia a comportarsi in modo irrazionale coinvolgendo anche Joan, la fidanzata.

## Produzione
Il film fu prodotto dalla Essanay Film Manufacturing Company. Venne girato a Chicago, dove la casa di produzione aveva la sua sede principale, e a Richland Center, nel Wisconsin.

## Distribuzione
Distribuito dalla K-E-S-E Service, il film - presentato da George K. Spoor - uscì nelle sale cinematografiche statunitensi il 25 dicembre 1916.